# Pečenice
Pečenice jsou obec na Slovensku v okrese Levice v Nitranském kraji na úpatí Štiavnických vrchů.
První písemná zmínka pochází z roku 1135. Nachází se zde římskokatolický románsko-gotický kostel Narození Panny Marie z roku 1240 a kaštel ze 16. století.